# Udajaditjawarman II
Udajaditjawarman II (ur. ?, zm. 1066) – król Kambodży, panował w latach ok. 1048–1066.

## Życiorys
Był synem i następcą Surjawarmana I.
Podczas jego rządów (ok. 1048–1066) dochodziło do licznych niepokojów i starć między hinduistami a buddystami, gdyż król był władcą słabym, niezaradnym i rozpustnym.
Zbudował świątynię Baphuon poświęconą Śiwie, w której jednak znalazły się płaskorzeźby przedstawiające Buddę. Za jego rządów przebudowano i pogłębiono Zachodni Baraj oraz wybudowano świątynię Zachodni Mebon. W czasie panowania Udajaditjawarmana II wybuchły zamieszki, które z trudnością stłumił jego generał Sangrama.
Po jego śmierci tron objął jego młodszy brat Harszawarman III.